# Petite rivière Saumon
Petite rivière Saumon är ett vattendrag i Kanada.   Det ligger i provinsen Québec, i den sydöstra delen av landet, 70 km öster om huvudstaden Ottawa.
Trakten runt Petite rivière Saumon består till största delen av jordbruksmark. Runt Petite rivière Saumon är det glesbefolkat, med 15 invånare per kvadratkilometer.